# Ирска на Европском првенству у атлетици у дворани 2015.
Ирска је учествовала на 33. Европском првенству у дворани 2015 одржаном у Прагу, Чешка, од 5. до 8. марта. Ово је 24. Европско првенство у атлетици у дворани од његовог оснивања 1970. године на којем је Ирска учествовала. Репрезентацију Ирске представљало је 12. спортиста (11. мушкараца и 1 жена) који су се такмичили у 8 дисциплина (7 мушких и 1 женска).
На овом првенству Ирска је била двадесет прва по броју освојених медаља са 1 медаљом (бронза). У табели успешности према броју и пласману такмичара који су учествовали у финалним такмичењима (првих 8 такмичара) Белгија је са троје финалиста заузела 23. место са 12 бода, од 33 земаља које су имале представнике у финалу. Укупно је учествовало 49 земаља.
| Пл. | Земља | 1. место | 2. место | 3. место | 4. место | 5. место | 6. место | 7. место | 8. место | Бр. фин. Бод. |
| --- | ----- | -------- | -------- | -------- | -------- | -------- | -------- | -------- | -------- | ------------- |
| 23. | Ирска | –        | 1 - 7    | –        | –        | –        | 1 - 3    | 1 - 2    | –        | 3 -12         |

## Учесници
| Мушкарци: - Дара Кервик — 400 м, 4 х 400 м - Деклон Мари — 800 м - Марк Инглиш — 800 м, 4 х 400 м - Џон Траверс — 1.500 м - Дени Муни — 1.500 м - Пол Полок — 3.000 м - Џерард О’Донел — 60 м препоне - Хари Парсел — 4 х 400 м - Пол Мерфи — 4 х 400 м - Тими Кроу — 4 х 400 м - Адам Макмален — Скок удаљ | Жене: - Кира Еверард — 800 м |  |

## Освајачи медаља (1)

### Бронза (1)
- Марк Инглиш — 400 м

## Резултати

### Мушкарци
| Атлетичар                                               | Дисциплина   | Лични рекорд | Квалификације  | Квалификације | Полуфинале           | Полуфинале           | Финале                | Финале       | Детаљи |
| Атлетичар                                               | Дисциплина   | Лични рекорд | Резултат       | Место         | Резултат             | Место                | Резултат              | Место        | Детаљи |
| ------------------------------------------------------- | ------------ | ------------ | -------------- | ------------- | -------------------- | -------------------- | --------------------- | ------------ | ------ |
| Дара Кервик                                             | 400 м        | 46,53        | 47,03 КВ       | 1. у гр. 6    | 46,96                | 4. у гр. 2           | нису се квалификовали | 11 / 32 (33) |        |
| Деклон Мари                                             | 800 м        | 1:47,60      | 1:49,69 КВ     | 2. у гр. 6    | 1:48,09              | 5. у гр. 2           | нису се квалификовали | 9 / 40       |        |
| Марк Инглиш                                             | 800 м        | 1:46,82 НР   | 1:48,10 КВ     | 1. у гр. 1    | 1:53.18              | 2. у гр. 1           | 1:47,25 ЛРС           |              |        |
| Дени Муни                                               | 1.500 м      | 3:42,69      | 3:48,96        | 5. у гр. 4    |                      |                      | није се квалификовао  | 22 / 28      |        |
| Џон Траверс                                             | 1.500 м      | 3:42,52      | 3:41,37 кв, ЛР | 3. у гр. 1    | 3:41,50              | 7 / 28               |                       |              |        |
| Пол Полок                                               | 3.000 м      | 7:59,25      | 7:58,78 ЛР     | 10. у гр. 1   | није се квалификовао | 18 / 25              |                       |              |        |
| Џерард О’Донел                                          | 60 м препоне | 7,73         | 8,06           | 6. у гр. 1    | није се квалификовао | није се квалификовао | није се квалификовао  | 26 / 27 (28) |        |
| Тими Кроу Марк Инглиш Дара Кервик Пол Мерфи Хари Парсел | 4 х 400 м    | 3:08,83 НР   |                |               |                      |                      | 3:10,61               | 6 / 6        |        |
| Адам Макмален                                           | скок удаљ    | 7,80         | 7,53           | 17            |                      |                      | није се квалификовао  | 17 / 23 (24) |        |

### Жене
| Атлетичарка  | Дисциплина | Лични рекорд | Квалификације   | Квалификације | Полуфинале | Полуфинале | Финале                | Финале | Детаљи |
| Атлетичарка  | Дисциплина | Лични рекорд | Резултат        | Место         | Резултат   | Место      | Резултат              | Место  | Детаљи |
| ------------ | ---------- | ------------ | --------------- | ------------- | ---------- | ---------- | --------------------- | ------ | ------ |
| Кира Еверард | 800 м      | 2:02,54 НР   | 2:02,69 кв, ЛРС | 3. у гр. 1    | 2:06,14    | 5. у гр. 1 | није се квалификовала | 8 / 20 |        |